# Roannes
Die Roannes (frz.: Ruisseau de Roannes) ist ein Fluss in Frankreich, der im Département Cantal in der Region Auvergne-Rhône-Alpes verläuft. Sie entspringt unter dem Namen Ruisseau de Roques im Gemeindegebiet von Lafeuillade-en-Vézie, entwässert generell in nordwestlicher Richtung durch ein gering besiedeltes Gebiet und mündet nach rund 20 Kilometern an der Gemeindegrenze von Saint-Mamet-la-Salvetat und Sansac-de-Marmiesse als linker Nebenfluss in die Cère.

## Orte am Fluss
- Roannes-Saint-Mary